# Дело «Мальдорор»
«Дело „Мальдорор“» — криминальный триллер 2024 года, написанный в соавторстве с Доменико Ла Порта и срежиссированный Фабрисом Дю Вельцем. Вдохновлённый судебным скандалом, связанным с бельгийским серийным убийцей и растлителем малолетних Марком Дютру.

## Сюжет
После исчезновения двух маленьких девочек в Бельгии в девяностые годы, молодой полицейский Поль Шартье направляется в секретное подразделение под названием «Мальдорор» с задачей следить за одним из главных подозреваемых, известным педофилом. Когда операция отменяется из-за неэффективности различных полицейских сил и бельгийской системы правосудия, Поль решает арестовать Монстра самостоятельно, даже если для этого придётся действовать вне закона.

## Создание
Фабрис дю Вельц в интервью для журнала «Сеанс» рассказал Василию Степанову, что мысль о том, что история о «монстре из Шарлеруа» могла бы лечь в основу фильма, пришла ему в голову ещё в юности, в разгар обсуждения случившегося. Однако решение взяться за эту работу пришло лишь сейчас, когда появился достаточный кинематографический опыт и удалось найти точку зрения для экранизации. Режиссёр отмечает, что это «проект, призванный пролить свет на общественную травму и способный предложить нам новый взгляд на способность противостоять злу».
Использованное в названии «Мальдорор» (по названию проваленной операции по слежке за подозреваемым) отсылает к произведению «Песни Мальдорора» Лотреамона, где Mal d’Aurore можно перевести с французского как Рассвет зла.
По замыслу создателей, фильм станет первой частью трилогии, вторая часть которой будет посвящена событиям в Конго до того, как страна стала бельгийской колонией в конце XVIII века, а третья – сотрудничеству бельгийцев с нацистами.

## Премьера
Премьера картины состоялась 3 сентября 2024 года на 81 Венецианском кинофестивале.
Фильм участвовал в фестивалях Fantasy Filmfest и Sitges, а также вошел в список «50 самых ожидаемых зарубежных фильмов» по версии «Кинопоиска».
Российская премьера состоялась 24 апреля 2025 года («Экспонента фильм»).

## Восприятие
На сайте-агрегаторе рецензий Rotten Tomatoes картина имеет 75% свежести на основе 12 положительных отзывов со средней оценкой 6,3/10